# 道格拉斯环形山
道格拉斯环形山（Douglass）是位于月球背面北半部的一座古老大撞击坑，约形成于39.2-38.5亿年前的酒海纪，其名称取自美国天文学家安德鲁·埃利科特·道格拉斯（Andrew Ellicott Douglass，1867年-1962年），1970年被国际天文学联合会正式批准接受。

## 描述

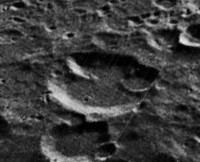
月球轨道器5号拍摄的西向斜视图

该陨坑西侧靠近沙利叶环形山、西北偏北毗邻珀赖因环形山、巨大的环壁平原—朗道环形山位于它的东北偏北、而东面则坐落了弗罗斯特环形山，道格拉斯环形山环形山东南及西南分别横亘了留基伯环形山和柯瓦列夫斯卡娅环形山、小陨坑畑中则位于它的南面。该陨坑中心月面坐标为35°30′N 122°43′W / 35.50°N 122.72°W，直径50.95公里，深度约2.36公里。
道格拉斯环形山外观不太规则，因存续时间长而明显损毁。其坑壁已磨损钝化，沿南、北二端及西北内壁覆盖了数座醒目的撞击坑，东北外壁则与卫星坑道格拉斯 C相连，沿西北内壁一座残迹坑凿击出一段向外凸出的裂口，而它的北侧坑壁已模糊难以辨。道格拉斯环形山坑壁最大高出周边地形1130米，内部容积约2090立方千米。坑内地表相对平坦，紧贴南侧和东南内壁覆盖了上述所提及的陨石坑，它们的部分残壁在坑内形成了一些连接在环形山内壁上的山脊。

## 卫星陨石坑
按惯例，最靠近道格拉斯环形山的卫星坑将在月图上以字母标注在它的中心点旁边.

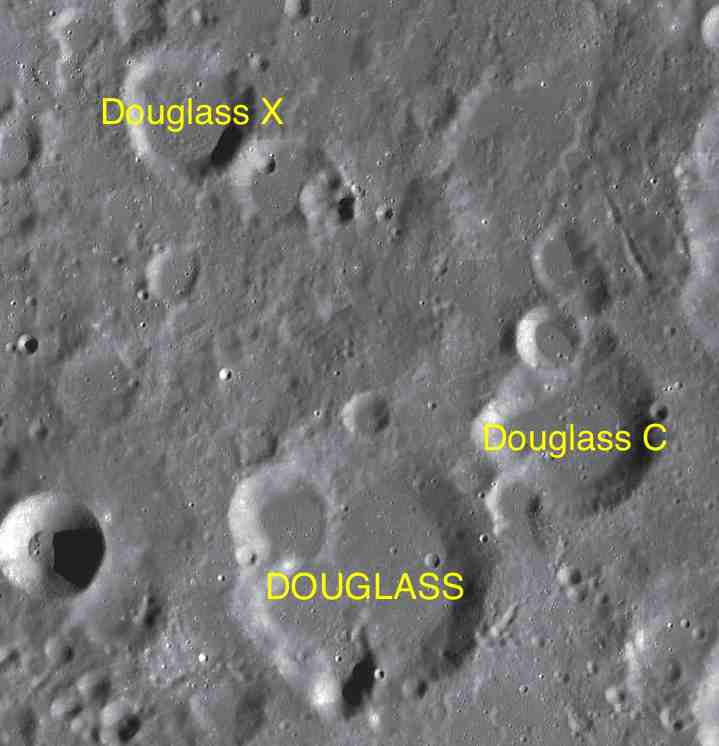
LAC-35 区域图

| 道格拉斯 | 纬度    | 经度     | 直径    |
| -------- | ------- | -------- | ------- |
| C        | 36.7° N | 121.0° W | 28 公里 |
| X        | 38.4° N | 123.8° W | 23 公里 |

## 参引资料
1. 1 2 3 4  Lunar Impact Crater Database
2. ↑   (PDF).   [2017-03-15]. （原始内容存档 (PDF)于2020-08-14）.
3. ↑  .   [2017-03-15]. （原始内容存档于2022-04-23）.

## 另请参阅
- Andersson, L. E.; Whitaker, E. A. . NASA RP-1097. 1982.
- Blue, Jennifer. . USGS. July 25, 2007  [2007-08-05]. （原始内容存档于2012-04-12）.
- Bussey, B.; Spudis, P. . New York: Cambridge University Press. 2004. ISBN 978-0-521-81528-4.
- Cocks, Elijah E.; Cocks, Josiah C. . Tudor Publishers. 1995. ISBN 978-0-936389-27-1.
- McDowell, Jonathan. . Jonathan's Space Report. July 15, 2007  [2007-10-24]. （原始内容存档于2012-02-08）.
- Menzel, D. H.; Minnaert, M.; Levin, B.; Dollfus, A.; Bell, B. . Space Science Reviews. 1971, 12 (2): 136–186. Bibcode:1971SSRv...12..136M. doi:10.1007/BF00171763.
- Moore, Patrick. . Sterling Publishing Co. 2001. ISBN 978-0-304-35469-6.
- Price, Fred W. . Cambridge University Press. 1988. ISBN 978-0-521-33500-3.
- Rükl, Antonín. . Kalmbach Books. 1990. ISBN 978-0-913135-17-4.
- Webb, Rev. T. W.  6th revised. Dover. 1962. ISBN 978-0-486-20917-3.
- Whitaker, Ewen A. . Cambridge University Press. 1999. ISBN 978-0-521-62248-6.
- Wlasuk, Peter T. . Springer. 2000. ISBN 978-1-85233-193-1.